# Нужная
Нужная — река в России, протекает в Межевском районе Костромской области. Устье реки находится в 70 км по левому берегу реки Межа. Длина реки составляет 36 км.
Исток реки находится в болотах севернее деревень Абрамово и Сергеево в 13 км к северо-востоку от села Георгиевское. Река течёт на юг, в нижнем течении на юго-запад, крупнейший приток — Желтушка (левый). Почти всё течение реки проходит по ненаселённому лесному массиву. Впадает в Межу выше деревни Костромиха.

## Данные водного реестра
По данным государственного водного реестра России относится к Верхневолжскому бассейновому округу, водохозяйственный участок реки — Унжа от истока и до устья, речной подбассейн реки — Бассей притоков Волги ниже Рыбинского водохранилища до впадения Оки. Речной бассейн реки — (Верхняя) Волга до Куйбышевского водохранилища (без бассейна Оки).
По данным геоинформационной системы водохозяйственного районирования территории РФ, подготовленной Федеральным агентством водных ресурсов:
- Код водного объекта в государственном водном реестре — 08010300312110000015723
- Код по гидрологической изученности (ГИ) — 110001572
- Код бассейна — 08.01.03.003
- Номер тома по ГИ — 10
- Выпуск по ГИ — 0